# ناحیه خراسان
ناحیهٔ خراسان یا ناحیهٔ قاضی‌ملک یکی از ناحیه‌های اداری ولایت ختلان است که در جنوب کشور تاجیکستان جای دارد که مرکز آن، جماعت آبیکیک است.
بر پایهٔ آمار سال ۲۰۰۳ میلادی، این ناحیه ۷۳٬۱۰۰ نفر جمعیت داشته‌است.

## تقسیمات
جماعت‌های این ناحیه بشرح زیر است:
- دهان‌عقیق
- قلعه‌آباد
- هلالی
- قزل‌قلعه
- عینی
- آبیکیک

## حکومت
سرور ناحیهٔ خراسان، رئیس حکومت آن است که توسط رئیس جمهور تاجیکستان برگزیده می‌شود، نهاد قانونگذاری ناحیهٔ خراسان، مجلس نمایندگان خلق می‌باشد که توسط رأی‌دهندگان این ناحیه برای ۵ سال انتخاب می‌شوند.